# Christine Cicotová
Christine Cicot, (* 10. září 1964 Libourne, Francie) je bývalá reprezentantka Francie v judu. Je majitelkou bronzové olympijské medaile z roku 1996.

## Sportovní kariéra
Členkou francouzské reprezentace byla od poloviny 80. let dlouhých 16 let. Její největší rivalkou byla krajanka Natalina Lupinová, se kterou prohrála v roce 1992 nominaci na olympijské hry v Barceloně.
Olympijské účasti se dočkala až za čtyři roky. Na olympijských hrách v Atlantě sice prohrála svůj první zápas proti Polce Maksymowové, ale přes opravy proklouzla až do boje o 3. místo a vybojovala bronzovou olympijskou medaili.
Sportovní kariéru chtěla ukončit po domácím mistrovství světa v roce 1997, ale po zisku nečekaného titul mistryně neskončila na vrcholu. Vydržela do olympijských her v Sydney v roce 2000 a v 36 letech si vybojovala druhou olympijskou účast. Ve druhém kole vybodovala favorizovanou Britku Bryantovou, ale v dalším kole spadla do oprav a skončila na 5. místě.

## Výsledky

### Váhové kategorie
| Turnaj             | 1984           | 1985           | 1986           | 1987           | 1988       | 1989       | 1990       | 1991       | 1992       | 1993       | 1994       | 1995       | 1996       | 1997       | 1998       | 1999       | 2000       |
| Turnaj             | 20             | 21             | 22             | 23             | 24         | 25         | 26         | 27         | 28         | 29         | 30         | 31         | 32         | 33         | 34         | 35         | 36         |
| Turnaj             | polotěžká váha | polotěžká váha | polotěžká váha | polotěžká váha | těžká váha | těžká váha | těžká váha | těžká váha | těžká váha | těžká váha | těžká váha | těžká váha | těžká váha | těžká váha | těžká váha | těžká váha | těžká váha |
| ------------------ | -------------- | -------------- | -------------- | -------------- | ---------- | ---------- | ---------- | ---------- | ---------- | ---------- | ---------- | ---------- | ---------- | ---------- | ---------- | ---------- | ---------- |
| Olympijské hry     |                |                |                |                |            |            |            |            | —          |            |            |            | 3.         |            |            |            | 5.         |
| Mistrovství světa  | —              |                | úč.            | —              |            | —          |            | 7.         |            | —          |            | úč.        |            | 1.         |            | 5.         |            |
| Mistrovství Evropy | 2.             | —              | —              | —              | —          | —          | 1.         | 5.         | 7.         | —          | —          | 2.         | 7.         | —          | 3.         | —          | 3.         |

### Bez rozdílu vah
| Turnaj             | 1984 | 1985 | 1986 | 1987 | 1988 | 1989 | 1990 | 1991 | 1992 | 1993 | 1994 | 1995 | 1996 | 1997 | 1998 | 1999 | 2000 |
| Turnaj             | 20   | 21   | 22   | 23   | 24   | 25   | 26   | 27   | 28   | 29   | 30   | 31   | 32   | 33   | 34   | 35   | 36   |
| ------------------ | ---- | ---- | ---- | ---- | ---- | ---- | ---- | ---- | ---- | ---- | ---- | ---- | ---- | ---- | ---- | ---- | ---- |
| Mistrovství světa  | —    |      | —    | —    |      | —    |      | —    |      | —    |      | 7.   |      | —    |      | —    |      |
| Mistrovství Evropy | —    | —    | 3.   | —    | —    | 7.   | —    | —    | —    | —    | 2.   | —    | —    | —    | —    | —    | —    |